# 戴夫·麥克奈利
大衛·亞瑟·麥克奈利（英語：David Arthur McNally，1942年10月31日—2002年12月1日），為前美國職棒大聯盟的投手，生涯曾效力於金鶯與博覽會兩隊。他生涯入選3次明星賽，曾連續4年拿下單季20勝。

## 職業生涯

### 巴爾的摩金鶯
1962年9月，麥克奈利透過擴編登上大聯盟。該年他只先發1場比賽，他在雙重賽第二場面對運動家投出9局2安打的完投完封勝。
1963年4月20日，麥克奈利緊急接替臨時受傷的先發投手Chuck Estrada登板，後來Estrada在6月手肘出現骨刺，麥克奈利也順勢進入先發輪值，並待到季末。整季他拿下7勝8敗，防禦率4.58。
1964年，麥克奈利拿下7勝10敗，繳出3.89的防禦率後，在8月中後開始轉往牛棚發展。整季他拿下9勝11敗，防禦率3.67。
1965年春訓，金鶯發現麥克奈利在投球前會有多餘的肢體動作，導致投球球種容易被打者識破。這年他開始進行增重訓練，並同時戒菸。最後他拿下11勝6敗，防禦率2.85。

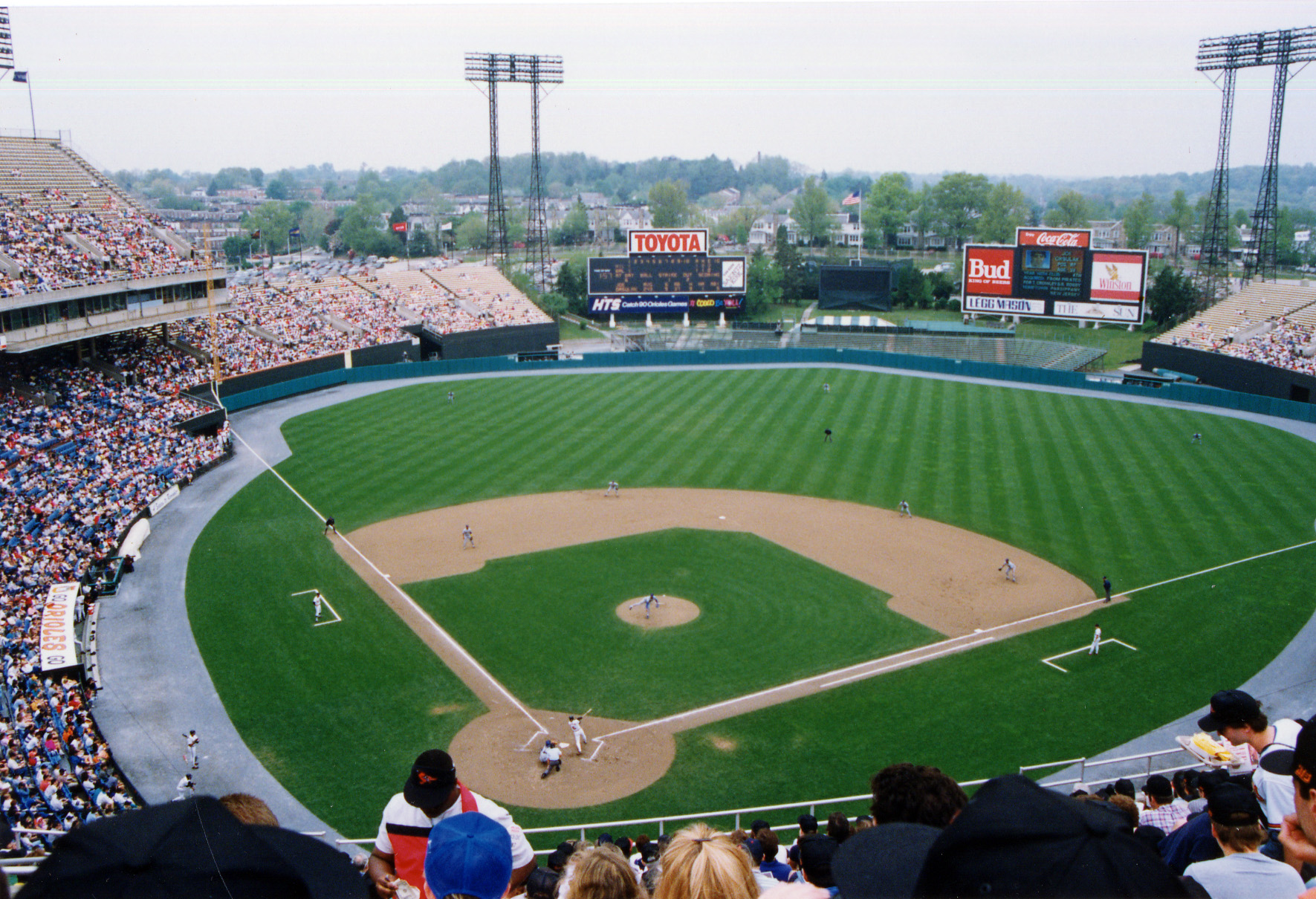
金鶯隊以前的主場紀念體育場

1966年，麥克奈利在7月截止時拿下10勝3敗，但他並沒有入選明星賽。整季他拿下13勝6敗，防禦率3.17。這年他的打擊率曾一度來到2成50，最後整季打擊率為1成95。這年金鶯成功打進世界大賽，1966年世界大賽第四場，麥克奈利上演9局完投完封勝，最後4連勝橫掃道奇奪冠。
1967年，麥克奈利成為球隊的開幕戰先發投手。他在6月陷入低潮，後來檢查發現左手肘出現鈣沉積。在經過可的松針施打治療的第一場比賽，麥克奈利就投出9局失1分的好表現。不過他在7月底傷勢復發，整季他只拿下7勝7敗，防禦率4.54。
1968年，麥克奈利表現慢熱，不過後面狀況愈來愈好。9月28日，他首次達成單季20勝。最後他拿下22勝，僅次於丹尼·麥克連誇張的31勝。打擊方面，他還敲出3支全壘打。這年他在MVP票選上拿下第5名。
1969年，麥克奈利先發拿下15勝0敗，直到8月3日才吞下賽季首敗。最後他拿下20勝7敗，跨季17連勝和開季15連勝都寫下美聯紀錄。這年他首度入選明星賽，並在MVP票選上拿下第13名，賽揚獎則是第4名。1969年美國聯盟冠軍賽，麥克奈利在第二場投出11局無失分，寫下季後賽先發投手最長局數完封紀錄。最後金鶯橫掃雙城晉級世界大賽。1969年世界大賽第2場，麥克奈利投到9局上2出局卻連續被敲出安打失分，最後金鶯1比2輸球。他在第5場敲出2分砲，不過最後牛棚失分，金鶯3比5輸球，後來球隊1勝4敗輸給大都會。
1970年6月21日，麥克奈利拿下生涯第100勝。該年他順利入選明星賽，整季拿下24勝9敗，防禦率3.22。雖然他拿下美聯勝投王，不過他在賽揚獎拿下第二，輸給同樣拿下24勝的雙城投手Jim Perry。另外他在MVP票選上拿下第16名。1970年美國聯盟冠軍賽，金鶯再度對決雙城。麥克奈利在第二場先發奪勝，最後金鶯3連勝橫掃雙城。1970年世界大賽第三場，麥克奈利在6局下敲出滿貫砲，成為世界大賽唯一一位敲出滿貫砲的投手，最後金鶯4勝1敗打敗紅人奪冠。麥克奈利當時開轟的球棒，至今仍被保存在古柏鎮。
1971年，麥克奈利、吉姆·帕爾默、帕特·道布森和Mike Cuellar都拿下20勝，成為1920年後，首次有球隊4位投手同年拿下單季20勝。麥克奈利這年拿下21勝5敗，防禦率2.89。他在賽揚獎票選拿下第4名，MVP票選拿下第11名。1971年美國聯盟冠軍賽，麥克奈利在首戰先發奪勝，金鶯最終3連勝橫掃運動家。球隊也連三年在美聯冠軍賽橫掃對手，晉級世界大賽。1971年世界大賽，麥克奈利在第一場奪勝，不過在第五場吞敗，最終金鶯3勝4敗輸給海盜。
1972年，麥克奈利第三度入選明星賽。他在上半季拿下10勝7敗，不過下半季表現下滑，最終拿下13勝17敗，防禦率2.95。1973年，他拿下17勝17敗，防禦率為3.21。1973年美國聯盟冠軍賽，麥克奈利在第二場先發，但他主投7.2局失5分吞敗，最終金鶯2勝3敗輸給運動家。1974年9月24日，他被艾爾·卡萊恩敲出生涯第3000支安打。整季他拿下16勝10敗，防禦率3.58。球季結束後，麥克奈利要求球隊將他交易。

### 蒙特婁博覽會
1974年12月4日，金鶯將麥克奈利、Rich Coggins和Bill Kirkpatrick交易到博覽會，換來Ken Singleton和Mike Torrez。
隔年他獲選為球隊的開幕戰先發投手，並在開幕戰主投7局失4分奪勝。他在前4場先發拿下3勝，防禦率為3.19。不過接下來他一勝難求，後面8場先發吞下6敗，防禦率高達6.60。6月8日，他面對教士主投6局失5分吞敗，這也成為他大聯盟最後一場比賽。他也在隔天馬上宣布退休。整季他拿下3勝6敗，防禦率5.24。博覽會播報員Jacques Doucet將麥克奈利的交易案評為是一場失敗的交易，因為Kirkpatrick後面沒能登上大聯盟，Coggins也只在博覽會出賽13場比賽。

## 塞茲裁決
1975年，麥克奈利和Andy Messersmith是當時聯盟唯二位身上沒有合約的球員。由於受限於保留條款，他們還是都替球隊出賽。後來仲裁員Peter Seitz宣布兩位球員自動成為自由球員，震撼了整個棒球界。
麥克奈利在1975年球季中退休，因為這個裁決對他沒有任何影響。不過這也使得後續自由球員的制度更加完善。
後來保留條款被廢除，大聯盟和球員工會簽訂新的勞資協議。球員在取得六年年資後，可以申請成為自由球員。

## 生涯投球成績
| 勝投 | 敗投 | 防禦率 | 出賽場次 | 先發 | 完投 | 完封 | 投球局數 | 安打 | 失分 | 自責分 | 全壘打 | 保送 | 三振 | 暴投 | 觸身球 |
| ---- | ---- | ------ | -------- | ---- | ---- | ---- | -------- | ---- | ---- | ------ | ------ | ---- | ---- | ---- | ------ |
| 184  | 119  | 3.24   | 424      | 396  | 120  | 33   | 2730.0   | 2488 | 1070 | 982    | 230    | 826  | 1512 | 59   | 72     |

## 個人生活
麥克奈利在1961年結婚，並育有2子3女。退休後，麥克奈利擔任汽車銷售員。他在1997年罹患肺癌和攝護腺癌，後來在2002年去世。

## 外部連結
- 球員資訊和成績在MLB ，ESPN ，Retrosheet ，Baseball Reference ，Baseball Reference (Minors) ，Fangraphs ，The Baseball Cube （英文）
- 戴夫·麥克奈利在台灣棒球維基館上的頁面（繁體中文）